# 解除夫妻关系证明书
解除夫妻关系证明书是中華人民共和國頒發的離婚證明，效力與離婚證完全一樣，當离婚证遗失或损毁的补救措施。
当事人可以持所在单位、居民委员会或者村民委员会出具的证明，向原办理离婚登记的婚姻登记管理机关申请出具解除夫妻关系证明书，解除夫妻关系证明书与离婚证具有同等法律效力。